# La Escalera, Huehuetlán
La Escalera är en ort i Mexiko.   Den ligger i kommunen Huehuetlán och delstaten San Luis Potosí, i den centrala delen av landet, 230 km norr om huvudstaden Mexico City. La Escalera ligger 102 meter över havet och antalet invånare är 602.
Terrängen runt La Escalera är huvudsakligen kuperad, men söderut är den bergig. La Escalera ligger nere i en dal. Runt La Escalera är det ganska tätbefolkat, med 160 invånare per kvadratkilometer. Närmaste större samhälle är Villa Terrazas, 15,7 km sydost om La Escalera. Omgivningarna runt La Escalera är en mosaik av jordbruksmark och naturlig växtlighet.